# クリスチャン・クランプ

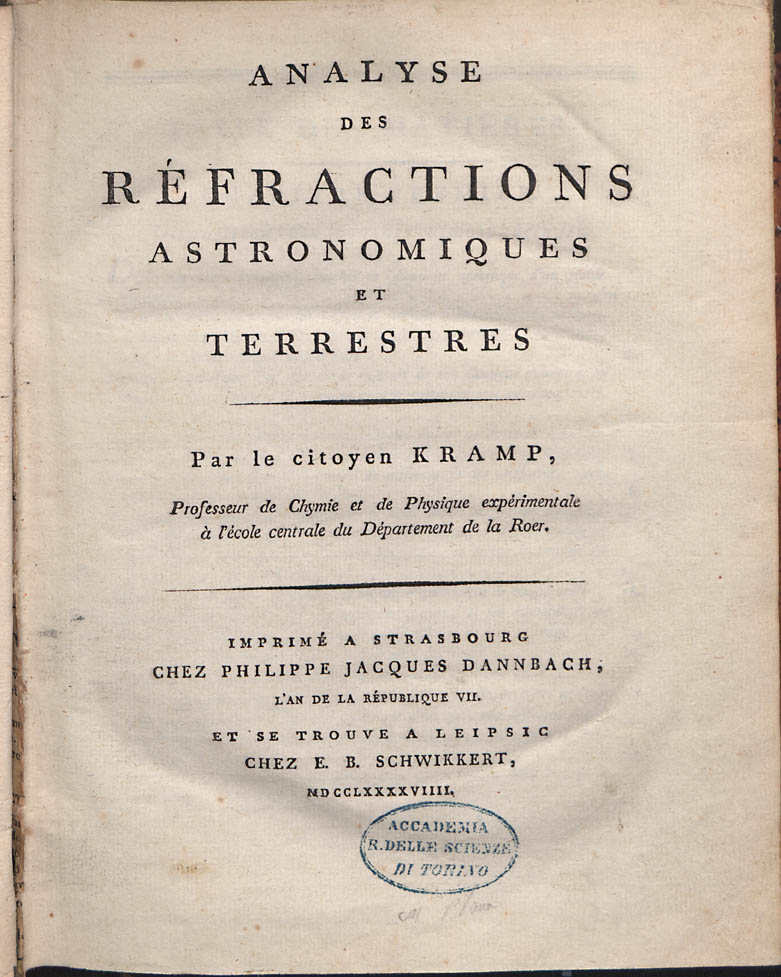
Analyse des réfractions astronomiques et terrestres, 1799

クリスチャン・クランプ（Christian Kramp、1760年7月8日 – 1826年5月13日）は、フランスの数学者。主に階乗の研究を行った。

## 人物
父はストラスブールのグラマースクールの教師であった。医学を学び卒業したが、興味は医学以外の分野にも及んでいた。多くの医学分野の出版物や論文に加え、1793年に結晶学に関する研究を発表している。1795年、フランスはクランプが仕事を行っていたラインラント地域を併合したため彼はケルン（この都市は1794年から1815年までフランスだった）の教師となり、数学、化学、物理学を教えた。ドイツ語もフランス語も読み書きができた。
1809年に生誕地にあるストラスブール大学から数学教授に任命された。1817年にフランス科学アカデミーの幾何部門に選出されている。ベッセル、ルジャンドル、ガウスと同様にクランプも非整数に適用できる一般化階乗関数の研究を行った。階乗に関するクランプの業績はジェームズ・スターリングやヴァンデルモンドのものとは無関係である。n! という表記を初めて用いた(Elements d'arithmétique universelle, 1808)。実際、階乗のより一般的な概念はアーボガストにより同時期に発見された。
スケーリングされた複素誤差関数であるクランプ関数は、今日ではファデーエワ関数（Faddeeva function）としてよく知られている。